# Dějiny zemědělství

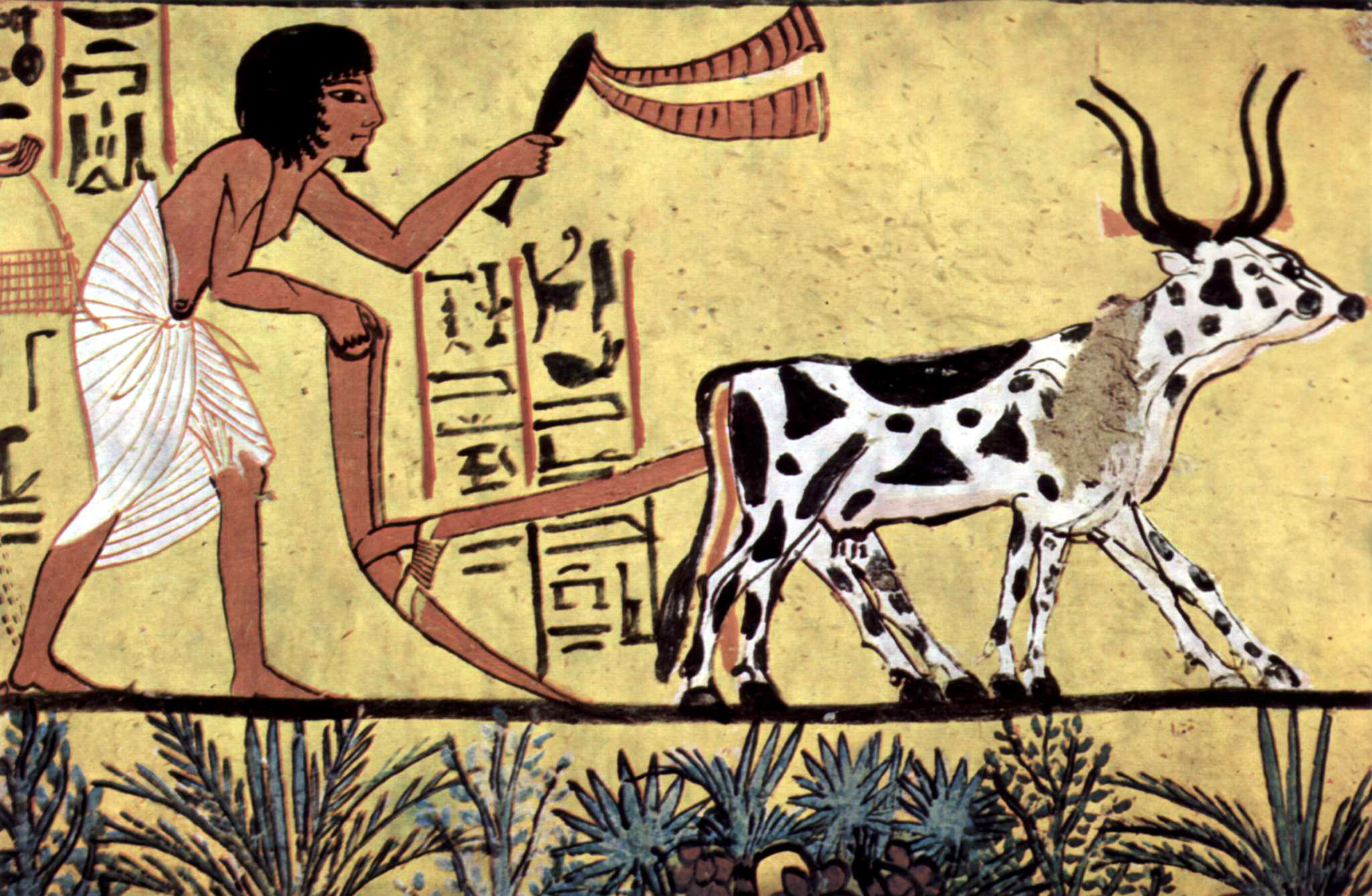
Orba se zápřahem rohatého skotu ve starověkém Egyptě. Malba z pohřební síně, asi 1200 let př. n. l.

Dějiny zemědělství zaznamenávají lidskou domestikaci rostlin a zvířat a vývoj a šíření technik pro jejich efektivní produkci. Zemědělství vzniklo nezávisle v různých částech světa a zahrnovalo různorodou škálu taxonů. Nezávislá centra původu tvořilo nejméně jedenáct samostatných oblastí Starého a Nového světa.
Již nejméně 20 000 let před naším letopočtem lidé sbírali a pojídali semena divoce rostoucích obilovin. Zhruba 9500 let př. n. l. bylo v oblasti Levanty kultivováno osm základních neolitických plodin – pšenice dvouzrnka, pšenice jednozrnka, ječmen, hrách, čočka, vikev, cizrna a len. Rýže zdomácněla v Číně v období mezi 11 500 a 6 200 let př. n. l., následovaly ji mungo, sója a azuki. Prasata byla domestikována v Mezopotámii asi 11 000 let př. n. l., následně pak ovce v době mezi 11 000 až 9000 lety př. n. l. Skot vzniklý domestikací z divokých praturů se objevil kolem roku 8500 př. n. l. v oblastech moderního Turecka a Pákistánu. Cukrová třtina, banány a některé druhy kořenové zeleniny byly kultivovány na Nové Guineji zhruba 7000 let př. n. l. Čirok byl domestikován v oblasti Sahelu v Africe asi 5000 let př. n. l. V oblasti jihoamerických And došlo před 8000 až 5000 lety př. n. l. k domestikování brambor, spolu s fazolemi, kokou, lamou a morčetem. V Mezoamerice byla divoká tráva teosinte domestikována na kukuřici před rokem 4000 př. n. l. Bavlna zdomácněla v oblasti Peru nejméně 3600 let př. n. l. Poměrně pozdě byl domestikován velbloud, asi 3000 let př. n. l.
Doba bronzová, počínající zhruba 3300 let př. n. l., byla svědkem intenzifikace zemědělství ve vznikajících civilizacích jako mezopotámský Sumer, starověký Egypt, Harappská kultura, starověká Čína a starověké Řecko. Během doby železné a klasického starověku šířila expandující Římská říše v oblasti Středomoří a západní Evropy zemědělství, založené na již existujících technikách dřívějších civilizací; navíc zavedla systém panství, který se stal základem středověkého zemědělství.
Během středověku, a to jak v islámském světě, tak v Evropě, došlo v zemědělství k významným přeměnám. Ty byly způsobeny zdokonalením technik a šířením plodin, včetně zavádění cukru, rýže, bavlny a ovocných stromů (například pomerančovníku) do Evropy přes Araby ovládaný Pyrenejský poloostrov (Al-Andalus). Kolumbovská výměna po roce 1492 přinesla do Evropy plodiny z Nového světa, jako je kukuřice, brambory, sladké brambory a maniok. Ze Starého světa se do Ameriky dostala pšenice, ječmen, rýže a řepa a hospodářská zvířata včetně koní, skotu, ovcí a koz.
Zavlažování, střídání plodin a užívání hnojiv bylo zavedeno brzy po neolitické revoluci a značně se rozvinulo během posledních 200 let, počínaje britskou zemědělskou revolucí.
Od počátku 20. století zemědělství ve vyspělých zemích, a do menší míry v rozvojovém světě, zaznamenalo velké zvýšení produktivity nahrazením lidské práce mechanizací a zavedením syntetických hnojiv, pesticidů a šlechtění. Haberův–Boschův proces umožnil syntézu hnojiv na bázi dusičnanu amonného v průmyslovém měřítku, což výrazně zvýšilo výnosy plodin. Moderní zemědělství přineslo řadu sociálních, politických a environmentálních otázek jako znečišťování vod, biopaliva, geneticky modifikované organismy nebo celní a dotační politika. V reakci na to se ve 20. století vyvinulo ekologické zemědělství jako alternativa k používání syntetických pesticidů.

## Vznik

### Hypotézy o vzniku zemědělství

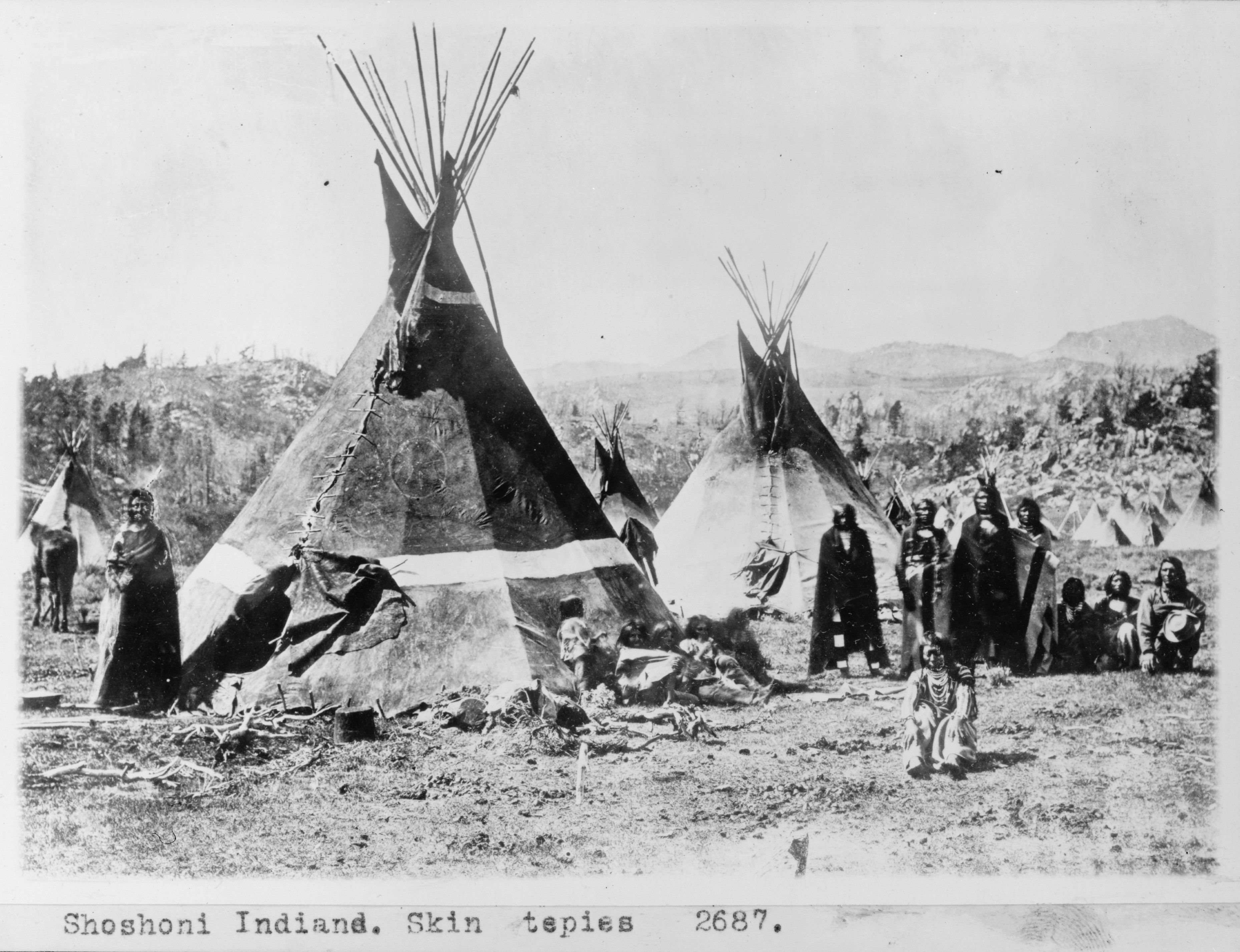
Tradiční společenství lovců a sběračů ve Wyomingu, 1870

Pro vysvětlení historického původu zemědělství vytvořili badatelé řadu hypotéz. Studie pojednávající o přechodu od lovecko-sběračských k agrárním společnostem mluví o předcházejícím období intenzifikace a přibývání sedentismu; příklady jsou kultura Natúfien na Blízkém východě a raně neolitické kultury v Číně. Současné modely ukazují, že lidé začali sklízet a následně uměle vysazovat divoké porosty, nedošlo však k jejich okamžité domestikaci.
Většina historiků upřednostňuje variantu, že za vznikem zemědělství v Levantě stála místní změna klimatu. Následkem velké změny klimatu po poslední době ledové (kolem 11 000 př. n. l.) totiž začala značná část území zažívat každoroční dlouhá období sucha. Tyto podmínky favorizovaly jednoleté rostliny, které během dlouhého období sucha odumírají, přitom ovšem zanechávají dormantní semena nebo hlízy. Nadbytek snadno skladovatelných divokých zrn obilovin a luštěnin tehdy lovcům-sběračům umožnil v některých oblastech tvořit první trvale obydlené vesnice.

### Raný vývoj

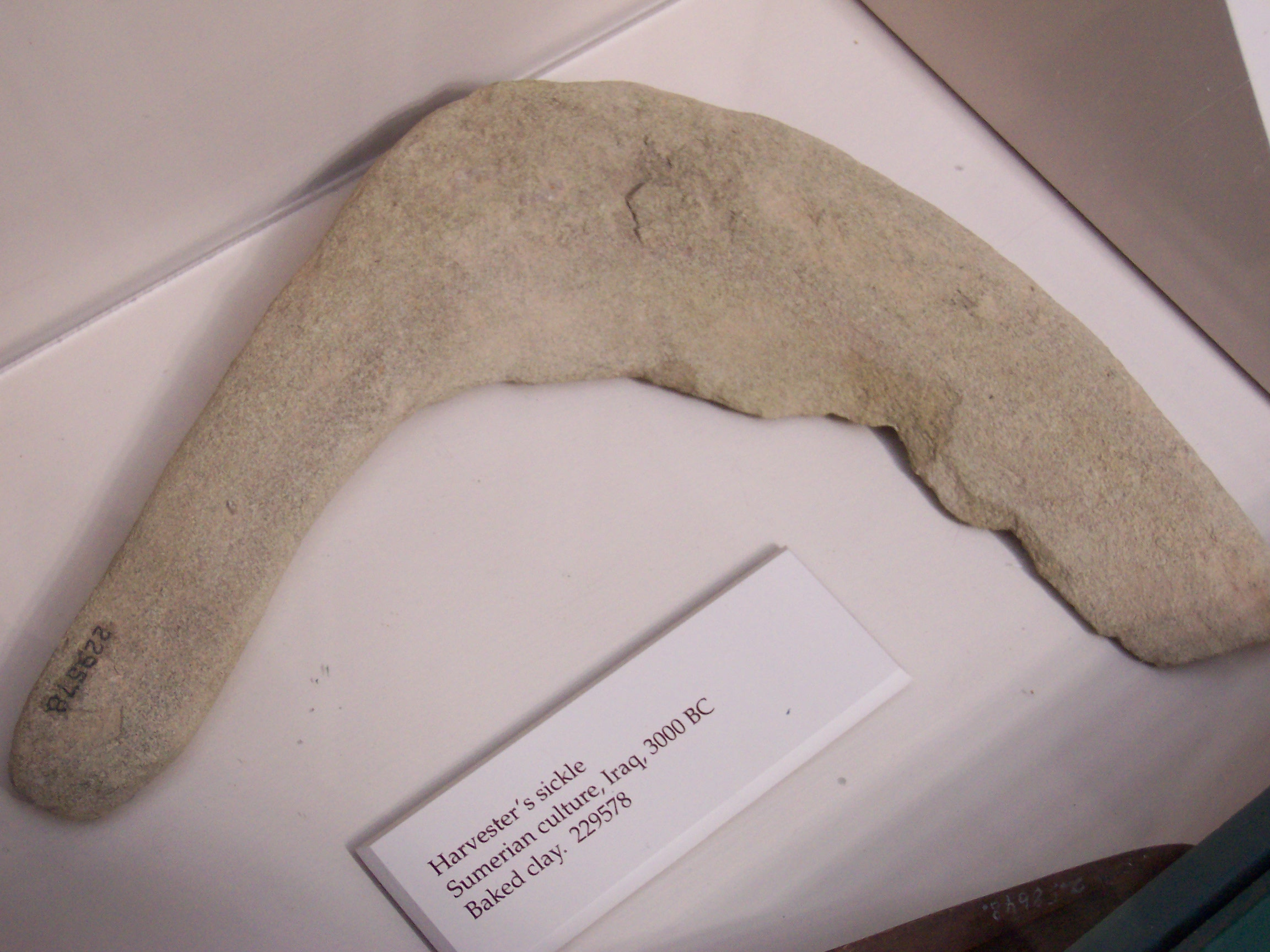
Sumerský srp z pálené hlíny,
3000 let př. n. l.

Lidé začali faunu a flóru záhy uzpůsobovat svým potřebám, a to například prostřednictvím žárového hospodaření (fire-stick farming) nebo lesního zahradničení. Přesnou dobu vzniku lze těžko určit, protože lidé shromažďovali a pojídali semena obilovin již před tím, než je domestikovali, a charakteristiky rostlin se během tohoto období mohly měnit i bez zásahů člověka. Jako příklad lze uvést polotuhé vřeteno (rhachis) a větší semena obilovin v době těsně po mladším dryasu (asi 9500 let př. n. l.) v raném holocénu v Levantské oblasti úrodného půlměsíce. Monofyletické charakteristiky se vyvinuly bez jakéhokoli zásahu člověka, což naznačuje, že zdánlivě domestikovaná klasová vřetena obilovin mohla vzniknout zcela přirozeně.

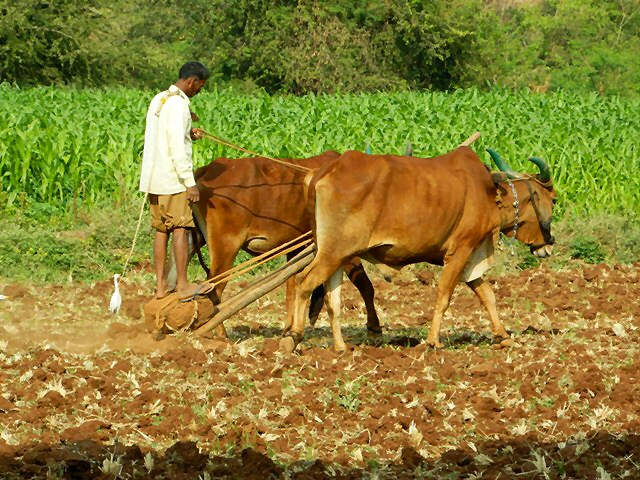
Indický farmář s rádlem zatíženým kamenem a taženým dvěma voly. Podobné nástroje se používaly po celý starověk.

Zemědělství se nezávisle na sobě současně zrodilo v různých částech světa a zahrnovalo různorodou škálu taxonů. Nezávislými centry vzniku bylo nejméně jedenáct oddělených oblastí Starého a Nového světa. Jedny z prvních známých domestikací se týkaly zvířat. Prasata byla domestikována v Mezopotámii kolem 11 000 př. n. l. Domestikace ovce proběhla také v Mezopotámii, mezi 11 000 a 9000 př. n. l. Skot byl domestikován z divokých praturů v oblastech moderního Turecka a Pákistánu zhruba 8500 př. n. l. Domestikace velblouda proběhla teprve kolem 3000 př. n. l.

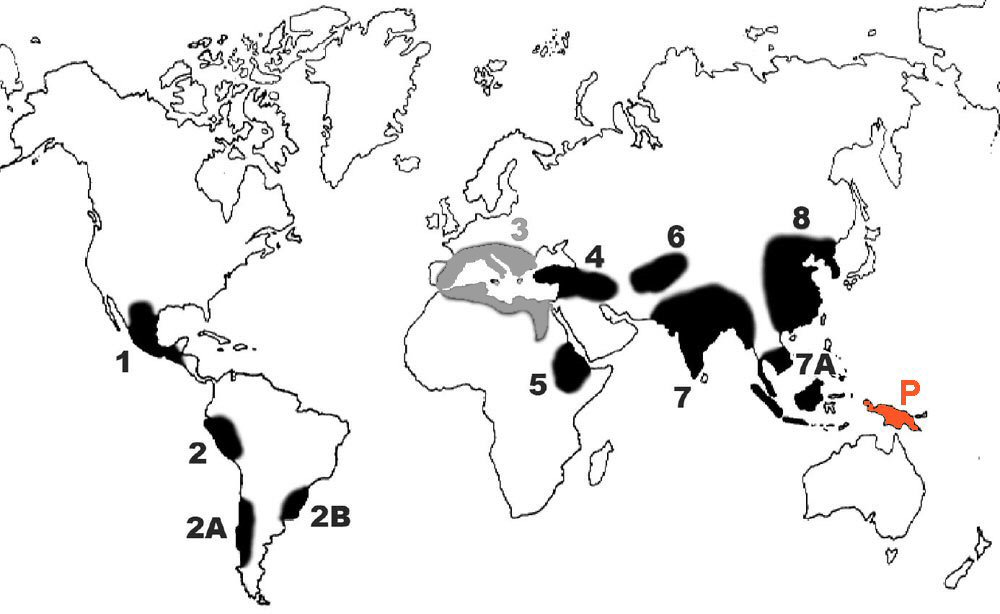
Genová centra vzniku kulturních rostlin, identifikovaná Nikolajem Vavilovem ve 30. letech 20. století. Oblast 3 (šedá) již v současnosti není považovaná za centrum vzniku, nověji byla jako jedno z center zařazena Papua Nová Guinea (oblast P, oranžová).

Teprve po roce 9500 př. n. l. se objevilo osm tzv. zakládajících zemědělských plodin (founder crops): nejprve pšenice dvouzrnka a jednozrnka, pak ječmen, hrách, čočka, vikev, cizrna a len. Těchto osm plodin se vyskytlo více či méně současně na lokalitách předkeramického neolitu B (PPNB) v Levantě, ačkoli jako první se ve významném měřítku pěstovala a sklízela pšenice. Přibližně ve stejné době (9400 př. n. l.) došlo k domestikaci partenokarpického fíkovníku.
Nejpozději 7000 let př. n. l. postupy setí a sklízení dorazily do úrodné oblasti Mezopotámie, kde je Sumerové systematizovali a zavedli ve velkém měřítku. Před rokem 8000 př. n. l. se zemědělství pevně uchytilo na březích řeky Nilu. Zhruba v této době se zemědělství nezávisle vyvinulo také na Dálném východě, pravděpodobně v Číně, hlavní plodinou se však místo pšenice stala rýže. Kukuřice vznikla domestikací divoké trávy teosinte v západním Mexiku asi 6700 let př. n. l. V Novém světě byly také domestikovány brambory (8000 př. n. l.), rajče, pepř (4000 př. n. l.), tykev (8 000 př. n. l.) a několik odrůd fazolí (8 000 př. n. l.). V Řecku byly již zhruba 11 000 let př. n. l. kultivovány čočka, vikev, pistácie a mandle. Divoký oves a divoký ječmen se zde začaly objevovat ve větším rozsahu přibližně 7 000 let př. n. l., spolu s pšenicí jednozrnkou, ječmenem, ovcemi, kozami a prasaty, zatímco pšenice dvouzrnka se objevila na Kypru v době mezi lety 9100 až 8600 př. n. l. Zemědělství se dále nezávisle vyvinulo na ostrově Nová Guinea. Kultivace včetně hybridizace druhu banánu Musa acuminata na Nové Guineji se datuje do doby 5000 let př. n. l., a možná až 8000 př. n. l. Chov včel na med začal na Středním východě kolem 7000 let př. n. l. Archeologické důkazy z různých lokalit na Pyrenejském poloostrově naznačují domestikaci rostlin a zvířat mezi 6000 a 4500 lety př. n. l. Na Balkáně se objevují první farmáři v 5 tisíciletí př. n. l. Céide Fields v Irsku, skládající se z rozsáhlých pozemků uzavřených kamennými zdmi, se datují 3500 let př. n. l. a jsou jedněmi z nejstarších známých systémů polí na světě. Kůň byl domestikován v Pontské stepi asi 4000 let př. n. l. Konopí se během neolitu používalo na Sibiři a v Číně a mohlo tam být domestikováno. Užívalo se pro výrobu provazů i jako lék, poprvé ve starověkém Egyptě asi 2350 let př. n. l.

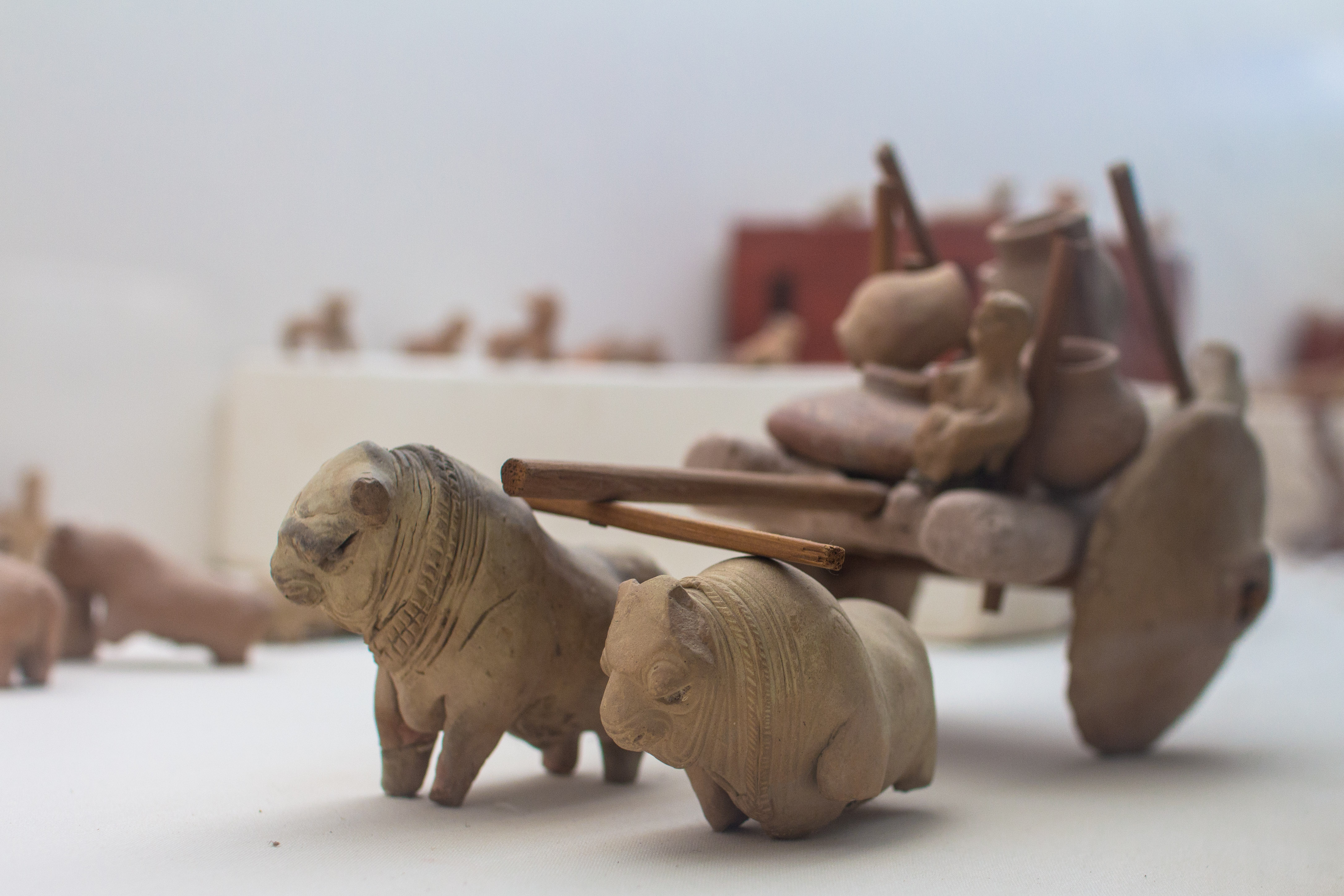
Plastika ze dřeva a hlíny znázorňující voly taženou káru, která veze zemědělské produkty ve velkých nádobách, Mohendžodaro. Místo bylo opuštěno v 19. století před naším letopočtem.

V Číně byla rýže a proso domestikovány nejpozději 8000 let př. n. l., následovány fazolemi mungo, azuki a sójou. V oblasti Sahelu v Africe byla tamní rýže a čirok domestikovány před rokem 5000 př. n. l. Kolovník a kávovník zdomestikovaly v Africe. Na Nové Guineji staré papuánské národy začaly praktikovat zemědělství kolem 7000 let př. n. l., domestikujíc cukrovou třtinu a taro. V údolí Indu od osmého tisíciletí před naším letopočtem se v oblasti Méhrgarhu pěstoval dvouřadý i šestiřadý ječmen, spolu s pšenicí jednozrnkou, dvouzrnkou, tvrdou (durum) a datlovníkem. V nejranějších časových obdobích Méhrgarhu tamní obyvatelé k obživě lovili divokou zvěř, jako je gazela, jelen barasinga, antilopa jelení, axis indický, osel asijský, divoká koza, divoká ovce, divoké prase a nilgau. Do 5. tisíciletí př. n. l. je postupně nahradily domestikované ovce, kozy a zebu, což naznačuje postupný přechod od lovu a sběru k zemědělství. Kukuřice a tykev se domestikovaly v Mezoamerice, brambory v Jižní Americe a slunečnice ve východních oblastech Severní Ameriky.

## Civilizace

### Sumer

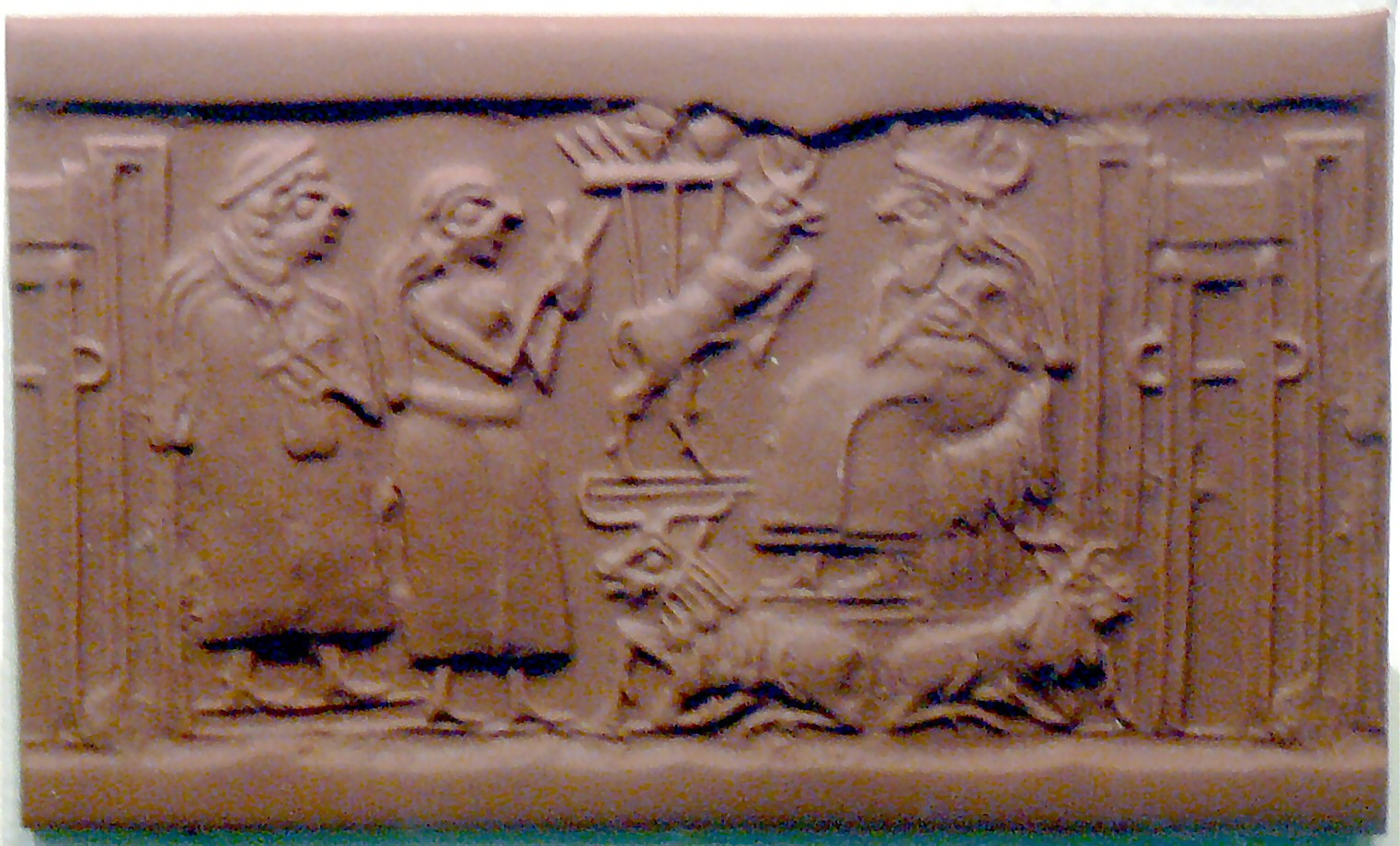
Domestikovaná zvířata na sumerské válcové pečeti, 2500 let př. n. l.

Sumerští zemědělci pěstovali obiloviny ječmen a pšenici, a začali žít ve vesnicích zhruba od 8000 př. n. l. Kvůli nízkým srážkám v oblasti záviselo zemědělství na řekách Tigris a Eufrat. Zavlažovací kanály vedoucí z řek umožnily pěstování obilovin v množství dostatečně velkém pro uživení vznikajících měst. První pluhy se objevují na piktografech z Uruku kolem roku 3000 př. n. l.; secí pluhy, které sypaly osivo do orané brázdy se objevují na pečetích kolem roku 2300 př. n. l. Zeleninové plodiny zahrnovaly cizrnu, čočku, hrách, fazol, cibuli, česnek, salát, pór a hořčici. Sumeřané pěstovali i ovoce včetně datlí, hroznů, jablek, melounů a fíků. Kromě polního hospodaření také chytali ryby a lovili drůbež a gazely. Maso ovcí, koz, skotu a drůbeže konzumovala hlavně elita. Ryby se konzervovaly sušením, solením a uzením.

### Starověký Egypt

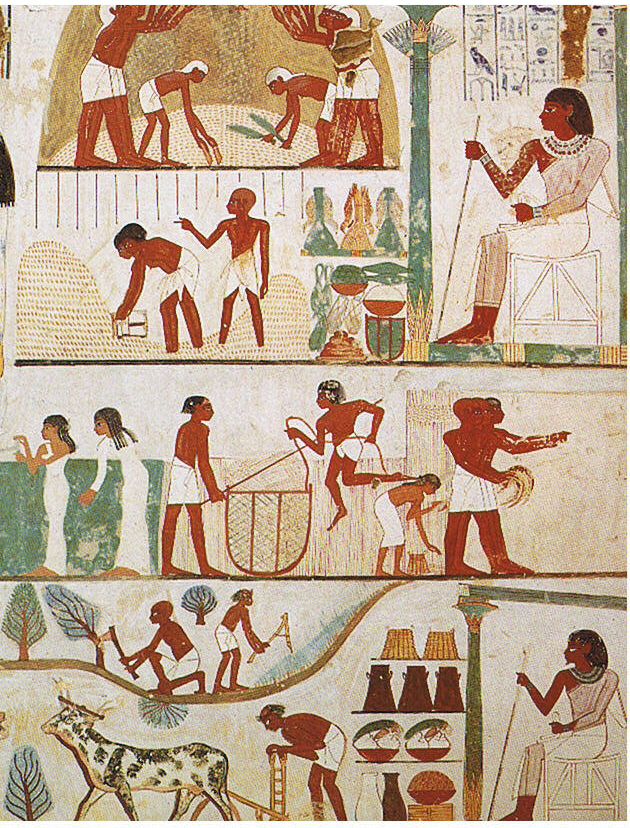
Zemědělské scény ze starověkého Egypta, zobrazující výmlat obilí, sýpku, sklízení se srpy, kopání, řezání stromů a orbu. Hrobka úředníka Nachta, 15. století před naším letopočtem

Civilizace starověkého Egypta závisela na řece Nilu a jejích pravidelných sezónních záplavách. Předvídatelnost řeky a úrodná půda dovolily Egypťanům vybudovat říši založenou na značném zemědělském bohatství. Egypťané byli jedněmi z prvních lidí, kteří praktikovali velkoplošné zemědělství, počínaje předdynastickým obdobím od konce paleolitu do neolitu, přibližně od 10 000 do 4000 let př. n. l. To bylo umožněno díky rozvoji zavlažování. Jejich základní potravinářské plodiny tvořily obiloviny, především pšenice a ječmen. Kromě toho také pěstovali plodiny užitkové, jako len a papyrus.

### Údolí řeky Indus
Pšenice, ječmen a jujuba byly domestikovány na indickém subkontinentu do roku 9000 př. n. l., brzy následovány ovcemi a kozami. Pěstování ječmene a pšenice – společně s domestikací dobytka, především ovcí a koz – pokračovalo kulturou Méhrgarh během 8000 až 6000 let př. n. l. Toto období také přineslo první domestikaci slona. Pastevecké zemědělství v Indii též zahrnovalo pěstování dvou- nebo šestiřadých obilnin, výmlat a skladování zrna v sýpkách. Bavlna se začala pěstovat v 5. až 4. tisíciletí př. n. l. Do 5. tisíciletí př. n. l. se zemědělské komunity rozšířily i v Kašmíru. Zavlažování se vyvinulo v kultuře poříčí Indu kolem roku 4500 př. n. l. Velikost a prosperita kultury poříčí Indu vzrostla v důsledku této inovace, což vedlo k důkladnějšímu plánování sídlišť vybavených drenážemi a stokami. Archeologické doklady o zvířaty taženém pluhu v kultuře poříčí Indu sahají do doby kolem 2500 let př. n. l.

### Starověká Čína

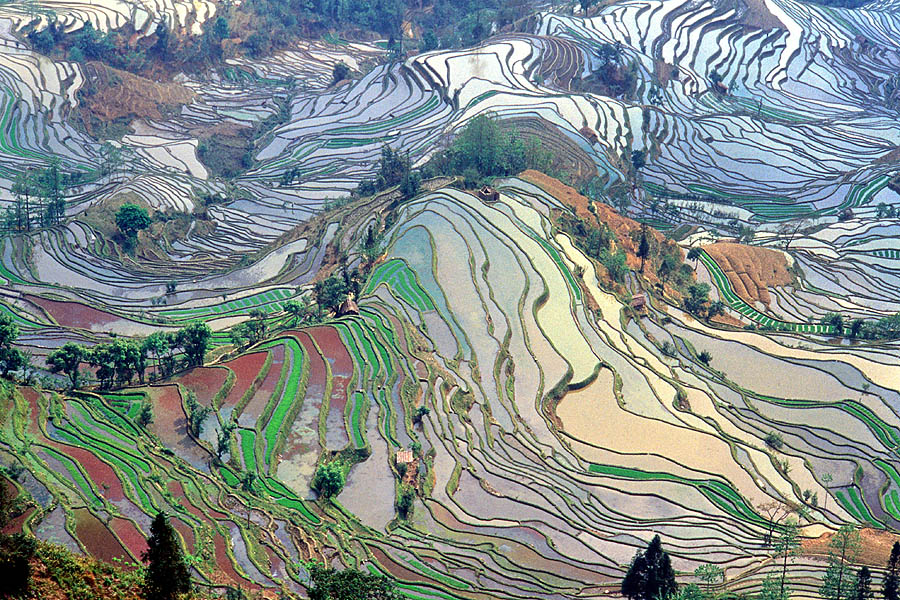
Starověká terasová rýžová pole v okrese Jüan-jang, provincie Jün-nan

Záznamy z období válčících států, dynastie Čchin a dynastie Chan poskytují obraz raného čínského zemědělství od 5. století př. n. l. do 2. století n. l., které zahrnovalo celostátní systém sýpek a rozšířený chov bource na produkci hedvábí. Důležitým raným čínským pojednáním o zemědělství jsou Základní techniky pro blahobyt lidu (齊民要術, Čch’ min jao šu) z roku 535 od Ťia S’-sia. Ťiaův styl psaní byl přímočarý a přehledný ve srovnání s komplikovaným literárním stylem, typickým pro toto období. Ťiaova kniha byla také velmi dlouhá, s více než sto tisíci psaných čínských znaků a citovala mnoho dalších dřívějších čínských prací, které se však nedochovaly. Ťiaova kniha obsahuje části týkající se přípravy půdy, setby, kultivace, obhospodařování sadů, lesnictví a chovu zvířat. Kniha zahrnuje také okrajově související statě pokrývající obchodní a kulinářské využití plodin. Tato práce a styl, ve kterém byla napsána, měly velký vliv na pozdější čínské agronomy, jako byl Wang Čen a jeho průkopnické dílo Kniha o zemědělství (農書, Nung šu) z roku 1313.
Do 1. století před naším letopočtem Číňané inovovali pro zemědělské účely vodním kolem poháněný hamr. Ačkoli měl řadu využití, jeho hlavní funkcí bylo roztloukání, loupání a leštění rýžového zrna, což by se jinak muselo provádět ručně. Číňané také před 1. stoletím n. l. začali používat řetězové čerpadlo, poháněné vodním kolem nebo voly zapřaženými do systému mechanických převodů. Řetězové čerpadlo našlo využití pro dopravu vody do městských a palácových vodovodů, sloužilo však především k zdvihání vody v zemědělských zavlažovacích kanálech. V závěrečném období dynastie Chan koncem 2. století se vyvinuly těžké pluhy vybavené železnou radlicí a odhrnovací deskou. Tyto pluhy se pomalu šířily na západ, až kolem 10. století revolucionizovaly zemědělství v západní Evropě. (Glick však argumentuje, že vývoj čínského pluhu proběhl ne dříve než v 9. století, což by znamenalo, že naopak vznikl podle vzorů přišlých ze západu, známých v Itálii před 7. stoletím.)
Asijská rýže byla domestikována před 13 500 až 8200 lety v Číně, a to z jediného genetického předka, divoké rýže Oryza rufipogon. Oblast původní domestikace se nachází v údolí Perlové řeky. Pěstování rýže se pak rozšířilo do jižní a jihovýchodní Asie.

### Starověké Řecko a Helénistický svět

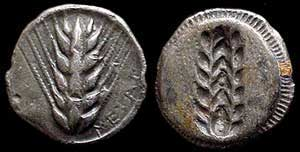
Klas ječmene, symbol bohatství ve městě Metapontum v Magna Graecia (tj. řecké kolonie v jižní Itálii), ražený statér, asi 530–510 př. n. l.

Hlavními obilninami v oblasti starověkého Středomoří byly pšenice setá, pšenice dvojzrnka a ječmen, zatímco mezi běžně pěstovanou zeleninu patřil hrách, fazole, bob a olivy. Mléčné produkty pocházely převážně z ovcí a koz. Maso, obvykle vepřové, hovězí a jehněčí, tvořilo pro většinu obyvatelstva pouze příležitostnou součást jídelníčku. Zemědělství ve starověkém Řecku bylo omezeno topografií pevninského Řecka, která dovolovala řádné obdělávání zhruba jen 10 % půdy, což si vyžádalo specializaci na vývoz oleje a vína a dovoz obilovin z Thrákie (jejíž centrum leží v dnešním Bulharsku) a řeckých kolonií na pobřeží Černého moře. Během helénistického období ovládala Ptolemaiovská říše Egypt, Kypr, Fénicii a Kyrenaiku, hlavní oblasti produkce obilí, na nichž záviselo pevninské Řecko. Ptolemaiovský trh s obilovinami také hrál rozhodující roli ve vzestupu Římské republiky. Pro Seleukovskou říši byla klíčovou oblastí produkce pšenice Mezopotámie, zatímco v jiných částech se uplatňovalo také kočovné pastevecké hospodářství.

### Římská říše

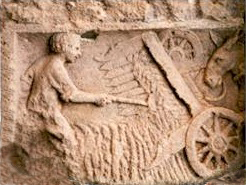
Římský sklízecí stroj vallus, nástěnný reliéf v Belgii

V řecko-římském světě klasické antiky bylo římské zemědělství postaveno na technikách původně zavedených Sumery, které Římanům předaly následné kultury, se zvláštním důrazem na pěstování plodin pro obchod a vývoz. Římané položili základy pro hospodářský systém panství, zahrnující nevolnictví, které později vzkvétalo ve středověku. Římské farmy lze podle velikosti rozdělit do tří kategorií. Malé farmy hospodařily na pozemcích od 18 do 88 iuger (jedno iugerum odpovídá asi čtvrtině hektaru). Střední farmy měly 80 až 500 iuger. Velká panství (nazývaná latifundia) disponovala více než 500 iugery. Římané měli čtyři systémy hospodaření: přímou práci majitele a jeho rodiny; otroky pracující pod dohledem správců; hospodaření s nájemci nebo podílové, v němž si majitel a nájemce rozdělují zemědělskou produkci; a situace, kdy byla hospodářství pronajata nájemci.

### Mezoamerika
V Mezoamerice se před více než šesti tisíci lety divoká tráva teosinte transformovala lidmi prováděnou selekcí na předchůdce moderní kukuřice. Postupně se rozšířila po celé Severní Americe a byla hlavní plodinou domorodých Američanů v době příchodu Evropanů. Jiné mezoamerické plodiny zahrnují stovky odrůd místně domestikovaných tykví a fazolí. Další z hlavních plodin bylo kakao, též domestikované v tomto regionu. Krocan, jeden z nejdůležitějších na maso chovaných ptáků, byl pravděpodobně domestikován v oblasti dnešního Mexika nebo jihozápadu Spojených států.
Mezoameričtí Aztékové byli aktivními zemědělci a jejich ekonomika byla na zemědělství založena. Oblast kolem jezera Texcoco byla úrodná, ale ne dost velká na to, aby dokázala produkovat množství potravin potřebné pro obyvatelstvo jejich rostoucí říše. Aztékové rozvinuli zavlažovací systémy, vytvořili terasovité svahy, hnojili půdu a vyvinuli chinampa neboli umělé ostrovy, též známé jako „plovoucí zahrady“. Mayové mezi 400 př. n. l. až 900 n. l. používali rozsáhlé systémy kanálů a vyvýšených polí pro obhospodařování močálovité půdy na poloostrově Yucatán.

### Jižní Amerika

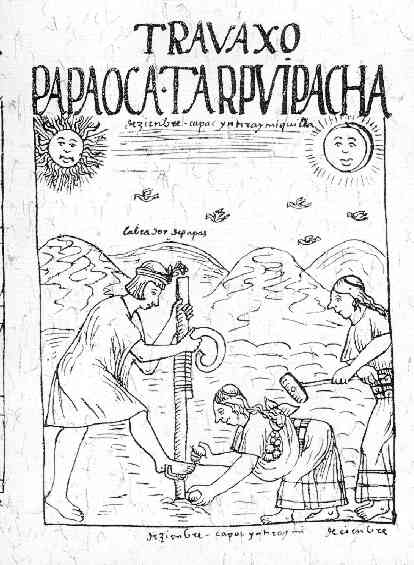
Incký zemědělec při orbě, používající kopací hůl

V jihoamerické oblasti And, osídlené řadou civilizací včetně Inků, byl hlavní plodinou brambor, domestikovaný přibližně před 10 000 až 7000 lety. Koka, která je dodnes významnou plodinou, byla domestikována v Andách, stejně jako arašídy, rajčata, tabák a ananas. Bavlna byla domestikována v Peru asi 3600 let př. n. l. Byla také domestikována zvířata, včetně lam, alpak a morčat.
Jižní hranici předhispánského zemědělství tvořilo souostroví Guaitecas v Patagonii, na jihu dnešního Chile, dokladem jsou zmínky španělské výpravy v roce 1557 o pěstování brambor chiloé. Raní španělští průzkumníci zmiňují v souostroví Guaitecas také přítomnost kukuřice, i když Španělé ji mohli zaměnit za jinou plodinu.

### Severní Amerika
Domorodí obyvatelé východní části dnešních Spojených států domestikovali četné plodiny. Patřily mezi ně slunečnice, tabák, různé odrůdy tykví a merlíku, stejně jako plodiny, které se již běžně nepěstují, včetně pouvy (Iva annua) a ječmene malého (Hordeum pusillum). Sklízely se plané plodiny včetně divoké rýže a javorového sirupu. Z východní části Severní Ameriky pochází také nejběžnější domestikované odrůdy jahod. Dvě významné plodiny, pekan a vinná réva Concord, se rozsáhle využívaly v prehistorických dobách, ale zřejmě nebyly až do 19. století domestikovány.
Domorodí obyvatelé dnešní Kalifornie a severozápadního pobřeží uplatňovali v lesích, stepích, lesostepích a mokřadech různé formy lesního zahradnictví a žárového hospodaření, aby zajistili trvalou dostupnost jedlých a léčivých plodin. Domorodci praktikovali zakládání požárů omezeného rozsahu, čímž tak zabraňovali možnosti vzniku velkých katastrofálních požárů a udržovali nízkointenzivní zemědělství s volnou rotací, jakýsi druh „divoké“ permakultury.
V Severní Americe se vyvinul systém společné výsadby zvaný „Tři sestry“. Tři vzájemně se doplňující plodiny se vysazovaly společně: zimní dýně, kukuřice a pnoucí fazole (obvykle fazol ostrolistý nebo fazol obecný). Kukuřice vytváří podporu pro pnutí fazolí, což eliminuje potřebu umělé opory. Fazole dodávají do půdy dusík, který využívají ostatní rostliny, a dýně se rozrůstá po zemi, blokuje sluneční světlo a tím brání růstu plevele. Dýňové listy také slouží jako „živý mulč“.

### Austrálie

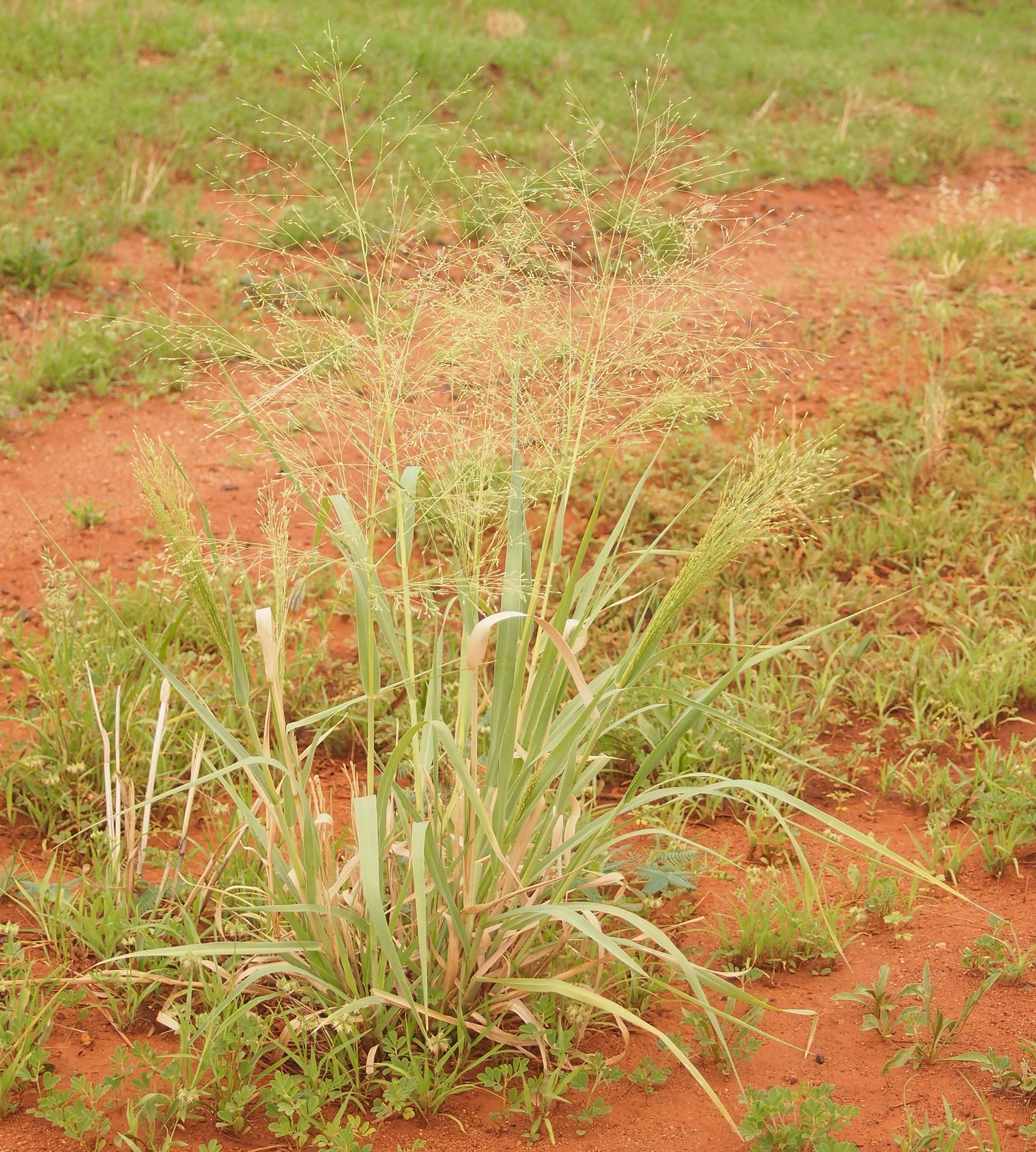
Domácí variantu prosa, Panicum decompositum, pěstovali domorodí Australané ve východní části střední Austrálie.

Od doby britské kolonizace Austrálie v roce 1788 byli domorodí Australané popisováni jako kočovní lovci-sběrači, kteří se nevěnovali zemědělství, a to navzdory důkazům o opaku. V roce 1969 archeolog Rhys Jones přišel s tvrzením, že domorodí Australané se zabývali systematicky prováděným vypalováním jako způsobem, jak zvýšit přirozenou produktivitu. Toto dostalo označení „žárové hospodaření“. V sedmdesátých a osmdesátých letech 20. století archeologický výzkum v jihozápadní Victorii přinesl poznatky, že kmen Gunditjmara a další skupiny vyvinuly během období téměř 5000 let sofistikované způsoby chovu úhořů a systémy pastí na ryby. Archeolog Harry Lourandos v osmdesátých letech 20. století naznačil, že existují důkazy o probíhající „intenzifikaci“ v Austrálii během procesu, který podle všeho pokračoval během předchozích 5000 let. Tyto koncepty vedly historika Billa Gammageho k tvrzení, že celý kontinent byl v podstatě řízenou krajinou.
Ve dvou oblastech Austrálie, centrálním západním pobřeží a východní části střední Austrálie, mohly být praktikovány formy raného zemědělství. Lidé žijící ve stálých sídlištích s více než 200 obyvateli prováděli ve velkém rozsahu setbu a výsadbu a skladovali sklizené plodiny. Kmeny Nhanda a Amangu z centrálního západního pobřeží pěstovaly jamy (Dioscorea hastifolia), zatímco různé kmeny ve východní centrální Austrálii (oblast Corners) vysazovaly a sklízely divokou cibuli yaua (Cyperus bulbosus), domorodé proso tindil (Panicum decompositum) a sporokarpy kapradiny ngardu (Marsilea drummondii).:s.281–304

## Středověk a raný novověk
Během období mezi 100 př. n. l. až 1600 n. l. světová populace pokračovala v růstu tak jak vzrůstalo využívání půdy, což dokazuje rychlý nárůst emisí metanu ze skotu a pěstování rýže.

### Arabský svět

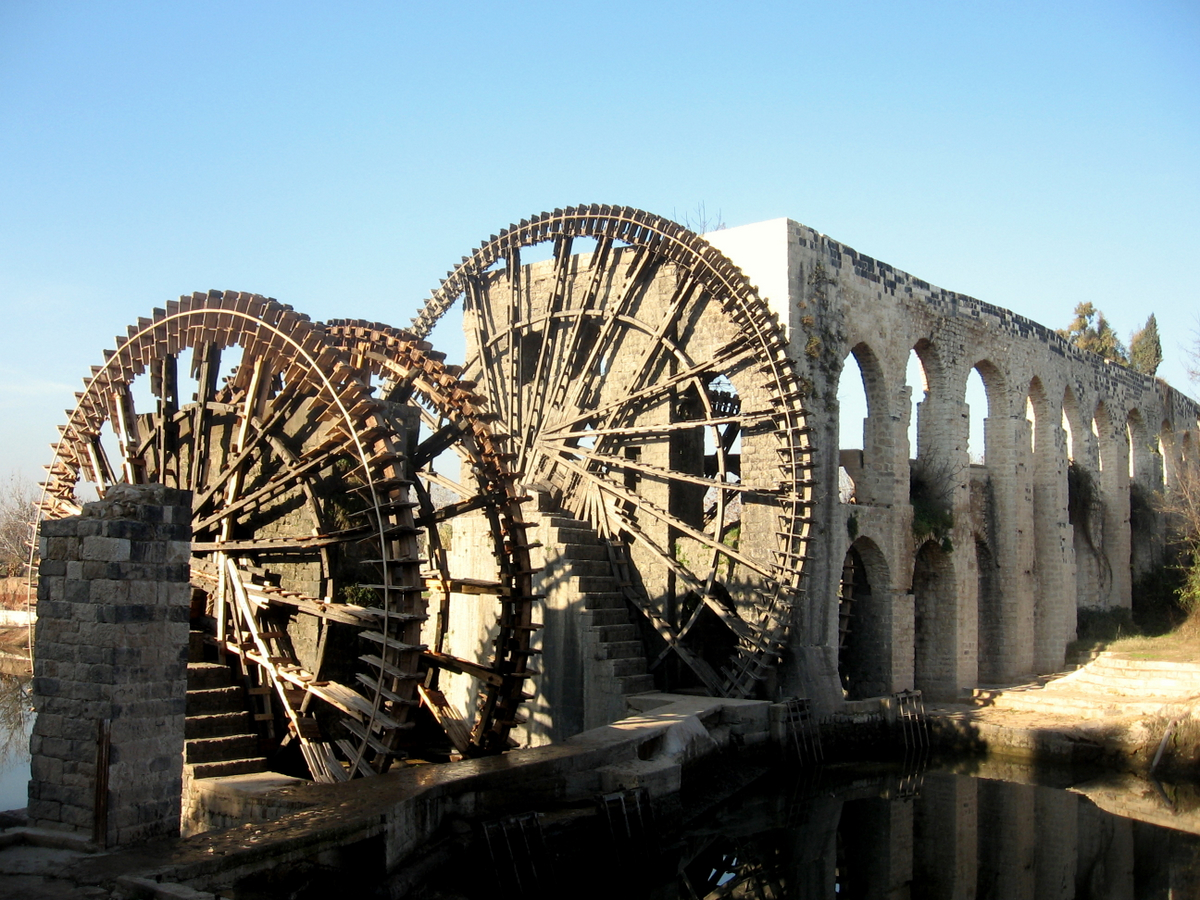
Vodní kola noria, která čerpala vodu pro zavlažování a domácnosti, patří mezi techniky zavedené ve středověku do Evropy z islámského světa přes Al-Andalus.

Od osmého století prošlo zemědělství středověkého islámského světa transformací, kterou popsal historik Andrew Watson jako arabská zemědělská revoluce. Tato transformace byla způsobena řadou faktorů, včetně šíření mnoha plodin a rostlin podél muslimských obchodních tras, rozšiřováním pokročilejších zemědělských technik a zemědělsko-ekonomickým systémem, který podporoval vyšší výnosy a efektivitu. Posun v zemědělské praxi změnil ekonomiku, rozložení obyvatelstva, vegetační pokryv, zemědělskou produkci, populační úroveň, růst měst, distribuci pracovní síly, přípravu jídel, stravování a oblékání v celém islámském světě. Muslimští obchodníci pokrývali většinu Starého světa a obchod umožňoval šíření mnoha plodin, rostlin a zemědělských technik do všech oblastí, stejně jako adaptaci plodin, rostlin a technik z oblastí mimo islámský svět. Tento proces šíření přinesl hlavní plodiny do Evropy přes Al-Andalus spolu s technikami pro jejich kultivaci a přípravu pokrmů. Mezi hlavní přinesené plodiny patřily cukrová třtina, rýže a bavlna, spolu s citrusy a dalšími ovocnými stromy, ořechy, zeleninou, jako lilek, špenát a mangold, a také koření, jako je kmín, koriandr, muškátový oříšek a skořice. Intenzivní zavlažování, střídání plodin a další nové zemědělské postupy se v Evropě dočkaly širokého přijetí. Zavlažování, částečně založené na římských technikách, využívalo vodních kol noria, vodních mlýnů, přehrad a nádrží.

### Evropa
Středověk zaznamenal další pokroky v zemědělství. Po celé Evropě se rozšířily kláštery, které se staly se důležitými středisky pro shromažďování znalostí týkajících se zemědělství a lesnictví. Patrimoniální systém umožnil velkým pozemkovým vlastníkům ovládat svou půdu a svou pracovní sílu ve formě poddaných nebo nevolníků. Během středověkého období hrál arabský svět rozhodující úlohu v transferu plodin a technologií mezi Evropou, Asií a Afrikou. Arabové kromě role v dopravě řady plodin přinesli do Evropy koncept zavlažování a vytvořili počátky plantážního pěstování cukrové třtiny s využitím otroků pro intenzivní obdělávání.

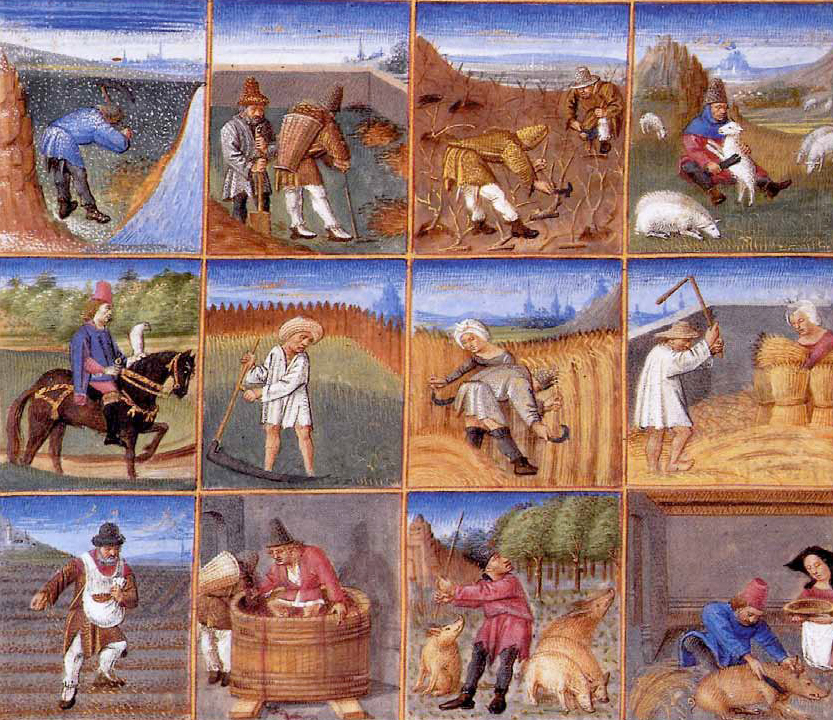
Zemědělský kalendář, kolem roku 1470, z rukopisu Pietra de' Crescenzi

Do roku 900 vývoj technik tavby železa v Evropě umožnil zvýšit jeho produkci, což vedlo k rozvoji výroby zemědělského nářadí, jako jsou pluhy, ruční nástroje a koňské podkovy. Těžký pluh carruca vznikl vylepšením staršího rádla podle vzoru čínských pluhů s odhrnovací deskou, vhodnou pro obracení těžkých, vlhkých půd severní a západní Evropy. To vedlo k vymýcení západoevropských lesů a zvýšení zemědělské produkce, což následně umožnilo nárůst počtu obyvatel. Současně někteří evropští zemědělci opustili starší dvoupolní systém ve prospěch trojpolního systému, ve kterém bylo každoročně jedno ze tří polí ponecháno ladem. Došlo tím ke zvýšení produktivity a obohacení půdy, neboť změna osevního postupu umožnila pěstování dusík vázajících luštěnin, jako hrách, čočka a fazole. Vylepšené koňské postroje a zápřahy umožnily dokonalejší využití tažné síly zvířat, což dále přispělo k lepší kultivaci půdy.
Vodní mlýny zavedli v Evropě Římané, ale v průběhu středověku doznaly spolu s větrnými mlýny vylepšení a používaly se k mletí zrna na mouku, řezání dřeva a zpracování lnu a vlny.
Osazované plodiny zahrnovaly pšenici, žito, ječmen a oves. Od 13. století se běžně pěstovaly hrách, fazole a vikev jako krmné plodiny pro domácí zvířata a také jako zelené hnojivo, díky schopnosti fixace dusíku v půdě. Výnosy plodin vyvrcholily ve 13. století a zůstaly víceméně stabilní až do 18. století. Ačkoli se dříve předpokládalo, že limity výkonnosti středověkého zemědělství určovaly strop pro populační růst ve středověku, nedávné studie ukázaly, že techniky středověkého zemědělství za normálních okolností vždy dostačovaly potřebám lidí a že pouze v mimořádně drsných časech, jako bylo období katastrofálního počasí v letech 1315–17, nedokázalo zajistit potřeby obyvatelstva.

### Kolumbovská výměna

Ženci. Pieter Brueghel, 1565

Po roce 1492 došlo k celosvětové výměně dříve místních plodin a plemen dobytka. Kukuřice, brambory, sladké brambory a maniok byly klíčovými plodinami, které se rozšířily z Nového světa do Starého, zatímco ze Starého světa do Nového putovaly odrůdy pšenice, ječmene, rýže a vodnice. V Novém světě se nacházelo jen málo druhů hospodářských zvířat, přičemž koně, skot, ovce a kozy zde až do příchodu evropských osadníků byly zcela neznámé. Obousměrná výměna plodin přes Atlantský oceán způsobila celosvětový růst populace a natrvalo ovlivnila mnoho kultur. V 16. století přivezli portugalští obchodníci z Brazílie do Afriky kukuřici a maniok, a ty se tam staly základními potravinami, které nahradily původní africké plodiny.
Brambory byly z Jižní Ameriky poprvé dovezeny koncem 16. století do Španělska, a od konce 17. století se postupně staly základní plodinou v celé Evropě. Brambory umožnily zemědělcům produkovat více potravin a zprvu přispěly k rozmanitosti evropské stravy. Zvýšená dostupnost potravin snížila nemocnost, zvýšila počty narozených dětí a snížila úmrtnost, což způsobilo populační explozi v celém britském impériu, Spojených státech a v Evropě. Zavedení brambor také přineslo první intenzivní používání hnojiva ve formě guána dováženého do Evropy z Peru a první umělý pesticid ve formě arzénu, který se používal k boji proti mandelince bramborové. Před přijetím brambor jako hlavní plodiny způsobovala závislost na obilí při jeho neúrodě opakované regionální a celostátní hladomory. Výsledná závislost na bramboru však v polovině 19. století způsobila celoevropskou katastrofu, velkou neúrodu brambor způsobenou chorobami, která vedla k rozsáhlému hladomoru a smrti více než jednoho milionu lidí jen v samotném Irsku.

## Moderní zemědělství

### Britská zemědělská revoluce

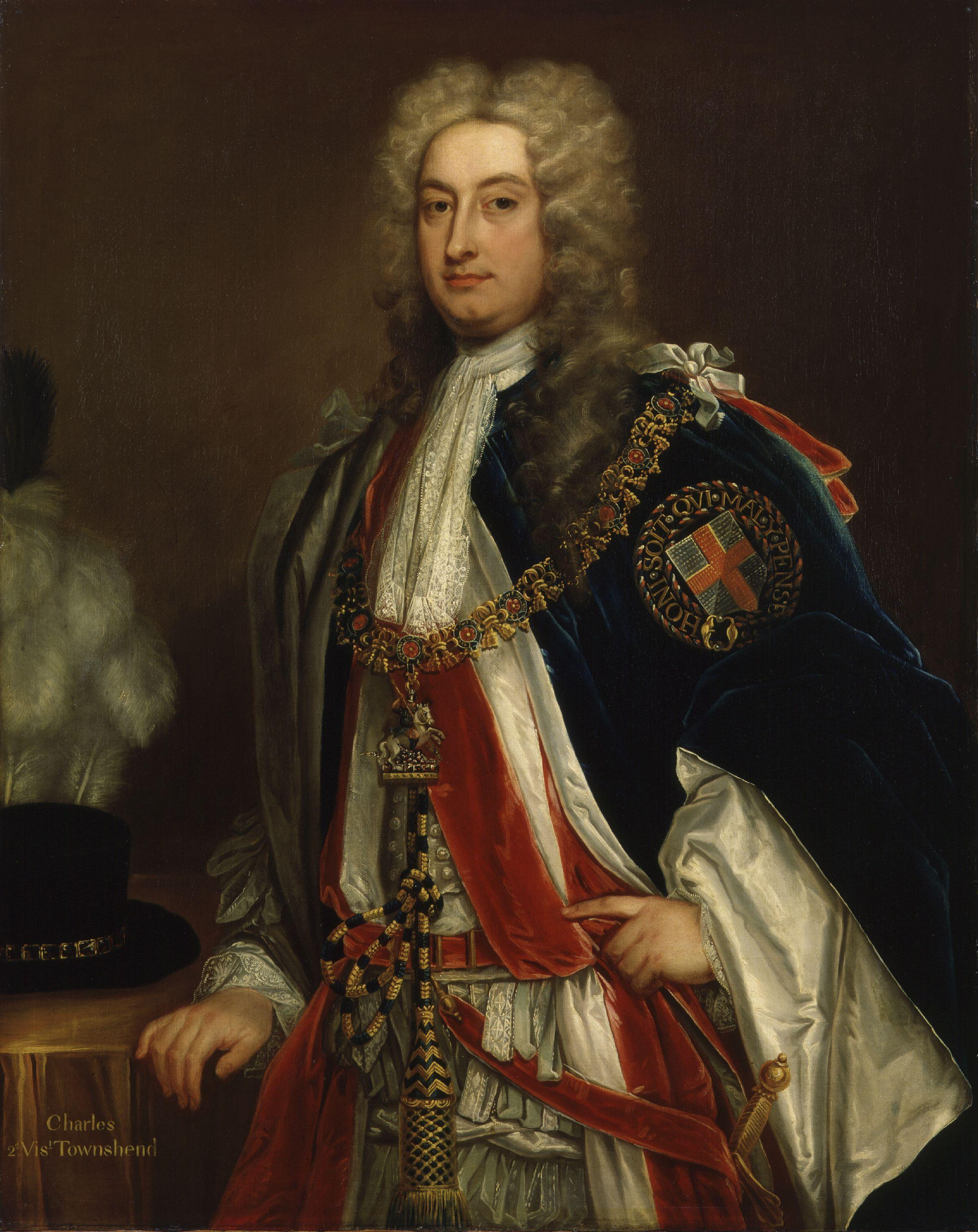
Zemědělský inovátor Charles 'Turnip' Townshend zavedl čtyřhonnou osevní soustavu a pěstování tuřínu

Mezi 16. stoletím a polovinou 19. století zaznamenala Velká Británie velký nárůst zemědělské produktivity a čisté produkce. Nové zemědělské praktiky, jako scelování a ohrazování pozemků, mechanizace, střídání plodin na čtyřech polích pro zachování půdních živin (čtyřhonná soustava) a selektivní chov umožnily nebývalý populační růst na 5,7 milionu obyvatel v roce 1750, čímž uvolnily významné procento pracovní síly a tím pomohly nastartovat průmyslovou revoluci. Produktivita pěstování pšenice vzrostla z přibližně 19 bušlů na akr (zhruba 12,8 metrického centu na hektar) v roce 1720 na zhruba 30 bušlů (20 centů na hektar) do roku 1840, což znamenalo zásadní zlom v historii.

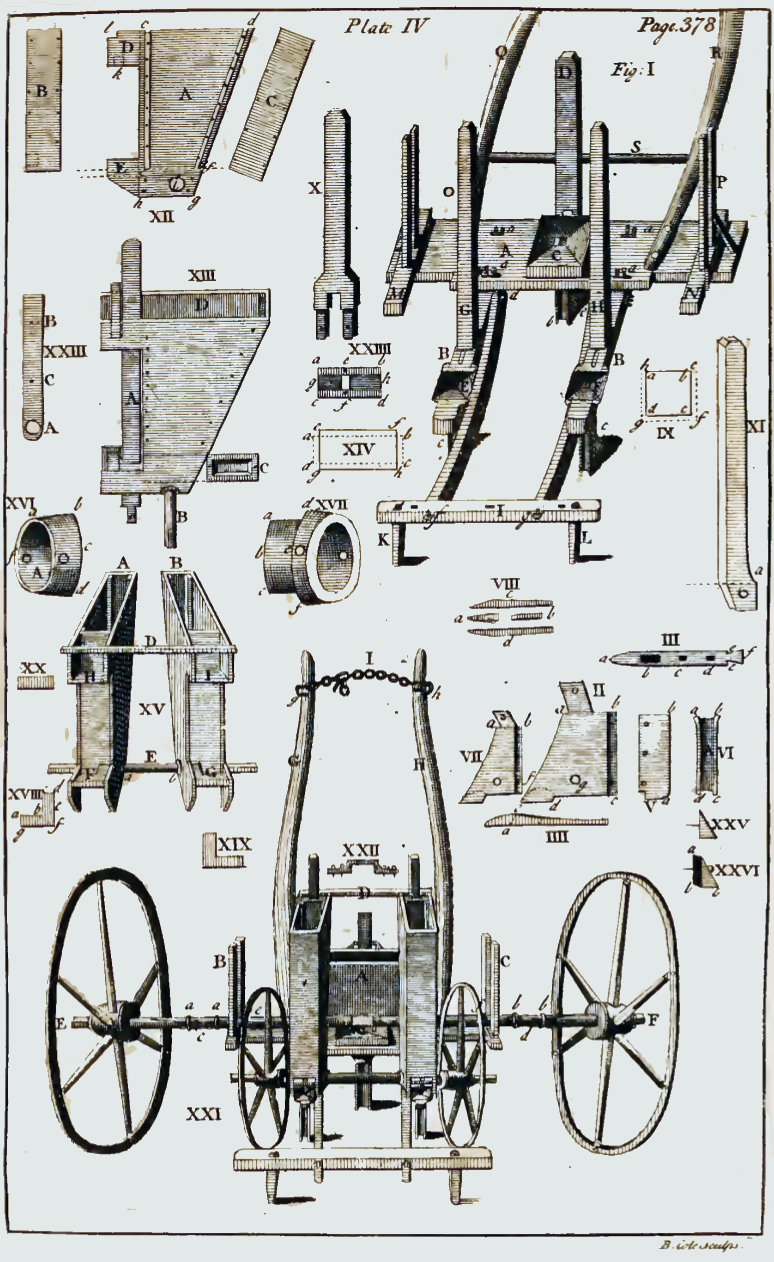
Secí stroj agronoma Jethro Tulla z roku 1701

V polovině 17. století začala v Anglii vznikat literatura o produktivnějších způsobech hospodaření v zemědělství, jejími autory byli spisovatelé jako Samuel Hartlib, Walter Blith a další. Hlavním omezujícím faktorem udržitelnosti pěstování plodin na daném místě po delší dobu bylo vyčerpání živin v půdě, především dusíku. Aby se půda mohla regenerovat, byla produktivní území často ponechána ladem, na některých místech se využívalo střídání plodin. Holandský rotační systém čtyř polí byl v 18. století popularizován britským agronomem Charlesem Townshendem. Systém (pšenice, vodnice, ječmen a jetel) umožnil dosažení větších výnosů krmných plodin a pícnin, což dovolilo celoroční chov hospodářských zvířat. Obzvláštní důležitost měl výsev jetele, jelikož kořeny luštěnin doplňují dusičnany v půdě.
Dalším důležitým faktorem byla mechanizace a racionalizace zemědělství. Od poloviny 18. století zaváděli agronomové Robert Bakewell a Thomas Coke selektivní chov a postupy šlechtění pro maximalizování žádoucích rysů hospodářských zvířat. Jedním z prvních výsledků se stalo plemeno ovce New Leicester. Objevily se vynálezy nových strojů pro zvýšení produktivity nejrůznějších zemědělských činností, jako byl Jethro Tullův secí stroj z roku 1701, který mechanizoval setí ve správné hloubce a rozestupu a mlátička Andrewa Meikleho z roku 1784. Pluhy se postupně zdokonalovaly, od železného pluhu Rotherham Josepha Foljambeho z roku 1730 k vylepšenému typu Scots Plough Josepha Smalla z roku 1763. V roce 1789 vyráběla firma Ransomes, Sims & Jefferies 86 verzí pluhů pro různé půdy. Rozvoj stroji hnané zemědělské techniky začal roku 1812 stacionárním parním strojem Richarda Trevithicka, který poháněl mlátičku. Mechanizace se v průběhu 19. století rozšířila i dalších souvisejících oblastí. První benzínový traktor postavil v Americe roku 1892 John Froelich.
Vědecké zkoumání účinků hnojení zahájil v roce 1843 John Bennet Lawes na experimentální stanici Rothamsted. Zkoumal vliv anorganických a organických hnojiv na výnosy a roku 1842 založil jednu z prvních továren na výrobu umělých hnojiv. Hnojivo v podobě dusičnanu sodného z Chile, stejně jako guáno (ptačí trus) do Británie dovezl John Thomas North. Prvním komerčním procesem výroby hnojiv byla extrakce fosfátu rozpouštěním koprolitů v kyselině sírové.

### 20. století

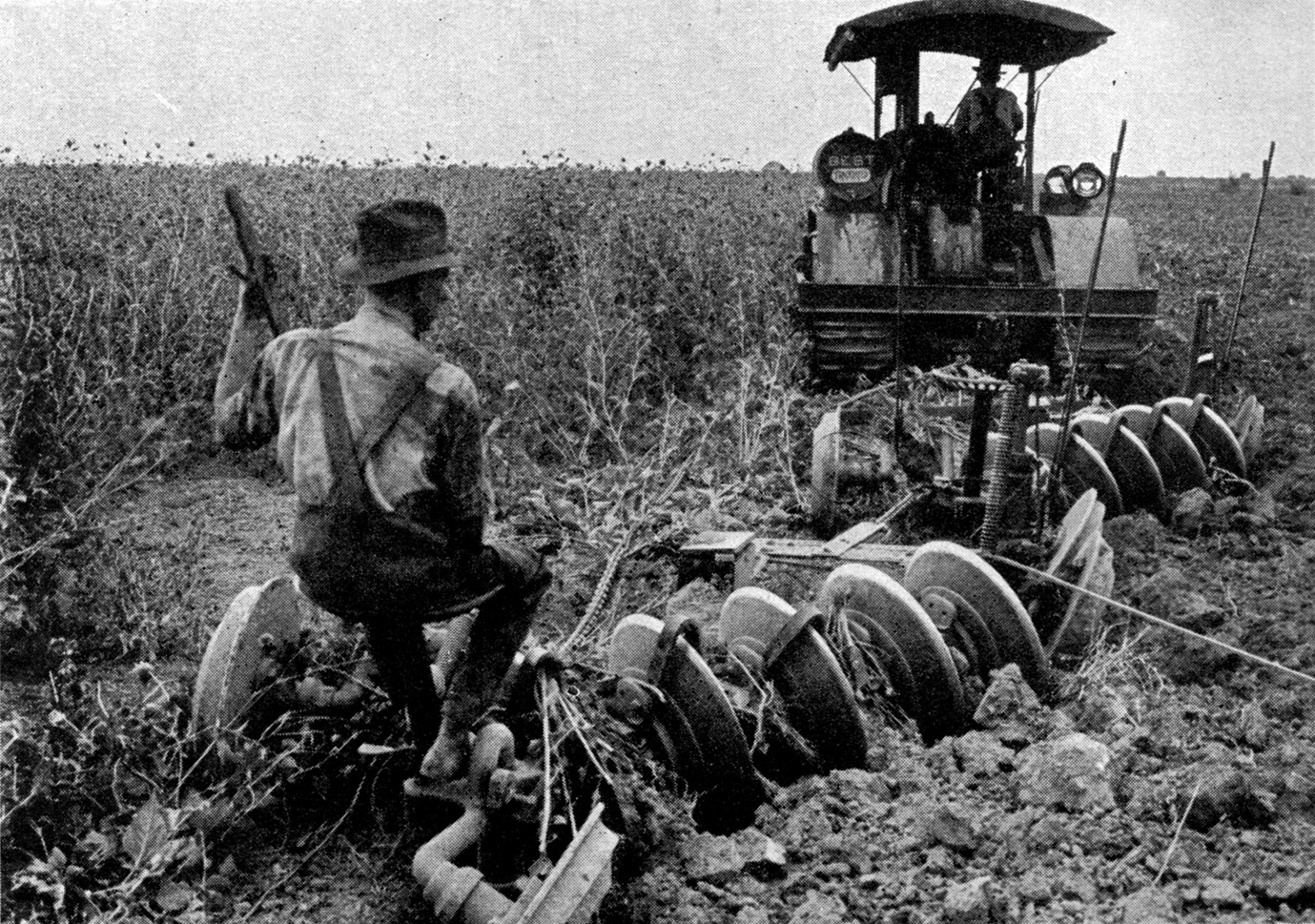
Traktor orající pole vojtěšky, Spojené státy americké, počátek 20. století

Důležitým mezníkem se stalo nahrazování síly tažných zvířat za sílu motorů, počínající již na začátku 20. století. V roce 1901 Dan Albone zkonstruoval první komerčně úspěšný víceúčelový traktor poháněný benzínovým spalovacím motorem. Traktory se začaly šířit po první světové válce, postupem doby byly vyvinuty samohybné mechanické sklízecí stroje (kombajny), secí a sázecí stroje a další zařízení, které dále revolucionizovaly zemědělství. Tyto vynálezy umožnily provádět zemědělské úkony s dříve nepředstavitelnou rychlostí a rozsahem, díky čemuž moderní farmy produkují mnohem větší objemy vysoce kvalitní produkce na jednotku půdy.

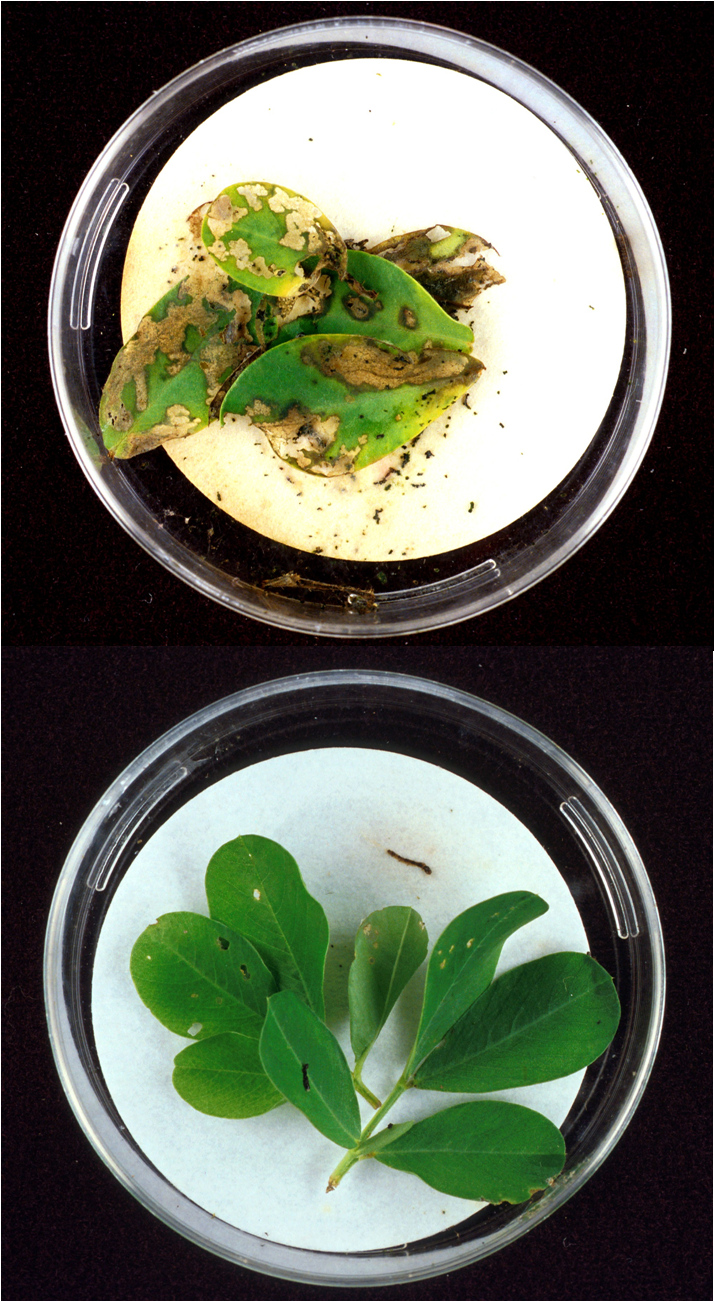
Bt-toxiny v geneticky modifikovaných listech podzemnice olejné (dole) chrání před poškozením zavíječem kukuřičným (nahoře).

Významný průlom dovolující překonat dosavadní omezení výnosů plodin přinesl Haberův–Boschův postup syntézy dusičnanu amonného, který umožnil průmyslovou výrobu umělých dusíkatých hnojiv. Proces patentoval německý chemik Fritz Haber. Carl Bosch, pracující pro německou chemickou společnost BASF, roku 1910 úspěšně převedl proces do průmyslového měřítka a zajistil další patenty. V letech po druhé světové válce se používání syntetických hnojiv rychle zvyšovalo ruku v ruce s rostoucí světovou populací.
Mezi charakteristické rysy zemědělství 20. století lze zařadit zvýšenou produktivitu, snížení potřeby manuální práce, využívání syntetických hnojiv a pesticidů, znečišťování vod a zemědělské dotace. Další aplikace vědeckého výzkumu v zemědělství od 50. let zahrnují genetické inženýrství, hydroponii a vývoj ekonomicky rentabilních biopaliv, jako je bioethanol.
V reakci na negativní externí dopady konvenčního zemědělství na životní prostředí se v závěru 20. století začal objevovat koncept ekologického zemědělství. Přes pokroky v zemědělství docházelo během 20. století dalším hladomorům. Vlivem klimatických událostí, vládních politik, válek a neúrody zemřely miliony lidí v každém z nejméně deseti hladomorů mezi 20. a 90. léty 20. století.
Historické procesy, které umožnily pěstování a konzumaci zemědělských plodin za hranicemi jejich původu, pokračují i v současnosti díky globalizaci. Celosvětově tvoří v průměru 68,7 % potravin a 69,3 % zemědělské produkce států plodiny cizího původu.

### Zelená revoluce

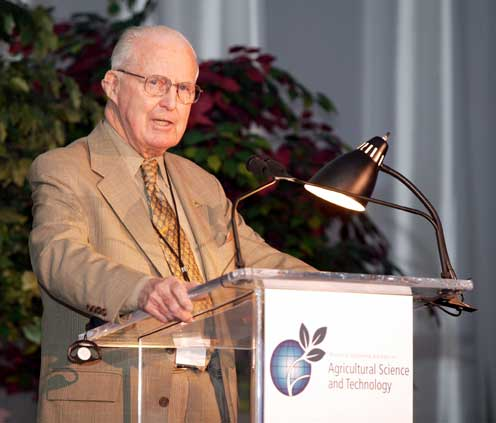
Norman Borlaug, otec Zelené revoluce sedmdesátých let. Jsou mu připisovány zásluhy za záchranu více než miliardy lidí po celém světě před hladověním.

Zelená revoluce byla sérií kroků v oblasti výzkumu, vývoje a transferu technologií mezi čtyřicátými a sedmdesátými léty 20. století. Vedla ke zvýšení zemědělské výroby na celém světě, a to zejména od pozdních šedesátých let. Těmto opatřením pod vedením Normana Borlauga je připisována záchrana více než miliardy lidí před hladověním. Zahrnovaly vývoj vysoce výnosných odrůd obilnin, rozšíření zavlažovací infrastruktury, modernizaci postupů řízení, distribuci hybridizovaného osiva, syntetických hnojiv a pesticidů zemědělcům.
Synteticky vyráběný dusík, společně s těženým fosforitem, pesticidy a mechanizací, na počátku 20. století výrazně zvýšily výnosy plodin. Zvýšená dostupnost obilovin také vedla k levnějšímu chovu hospodářských zvířat. Další globální nárůst výnosů nastal během pozdějších let 20. století, kdy byly jako součást Zelené revoluce zavedeny vysoce výnosné odrůdy běžných základních obilovin, jako je rýže, pšenice a kukuřice. Zelená revoluce přinesla do rozvojových zemí techniky vyspělého světa (včetně pesticidů a syntetického dusíku). Ekonom Thomas Malthus předpovídal, že Země nebude schopna uživit rostoucí populaci, ale techniky, jako je Zelená revoluce, umožňují světu produkovat přebytek potravin.
Přestože Zelená revoluce výrazně zvýšila výnosy rýže v Asii, v posledních 15–20 letech již ke nárůstu výnosů nedošlo. Genetický „výnosový potenciál“ vzrostl u pšenice, ale výnosový potenciál rýže se od roku 1966 nezměnil a výnosový potenciál kukuřice se „za 35 let sotva zvýšil“. Pouze jednu nebo dvě dekády trvá, než plevel získá rezistenci vůči herbicidům a hmyz se stane odolným insekticidům během dekády, což lze poněkud zpomalit rotací plodin.

### Ekologické zemědělství

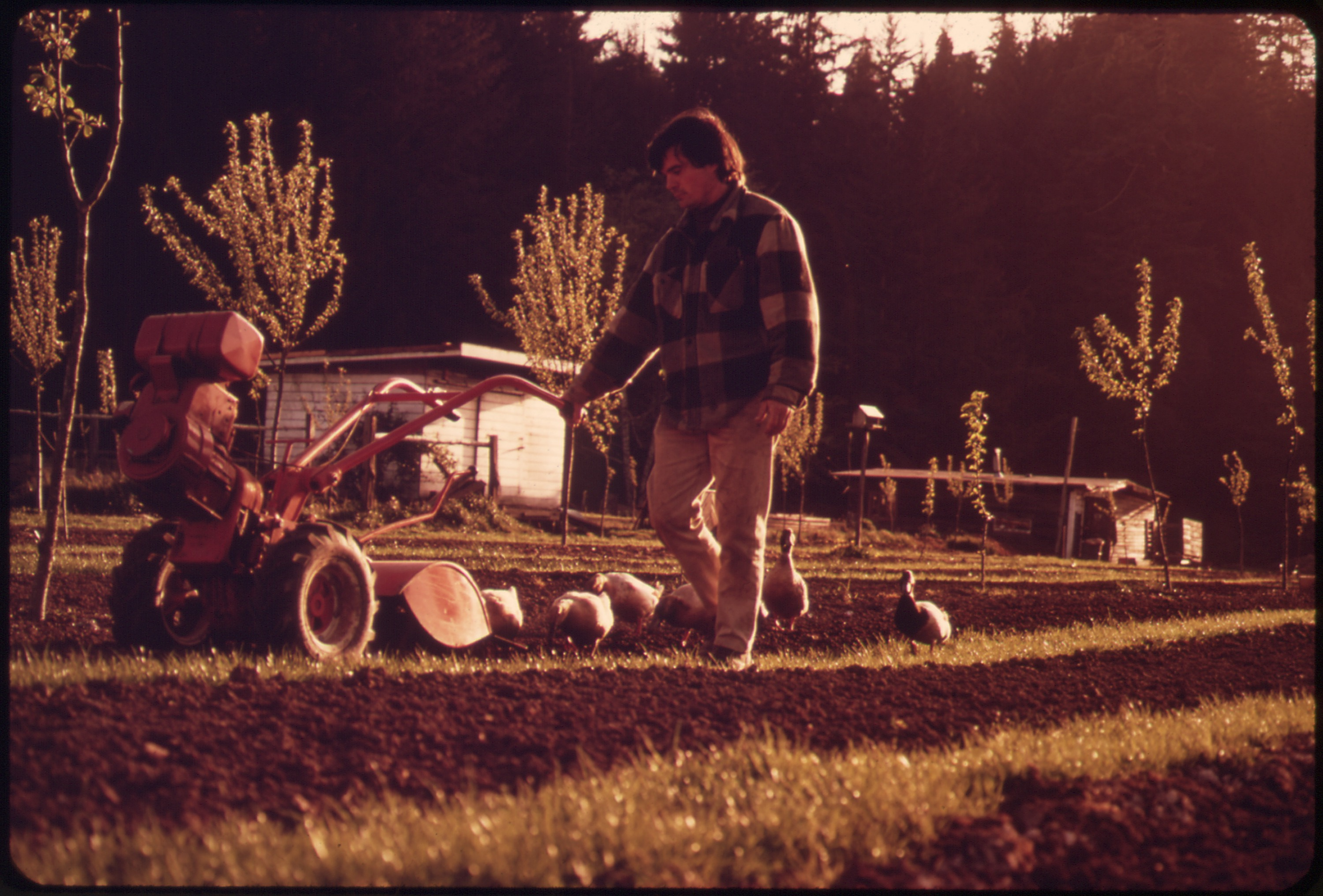
Ekologický farmář, Kalifornie, 1972

Po většinu své historie bylo zemědělství organické, bez syntetických hnojiv nebo pesticidů a bez geneticky modifikovaných organismů. S příchodem chemického zemědělství filozof a esoterik Rudolf Steiner volal po zemědělství bez syntetických pesticidů a jeho Zemědělský kurz z roku 1924 položil základy pro pseudovědecké biodynamické zemědělství. Walter James, čtvrtý Baron Northbourne, rozvinul tyto myšlenky. V roce 1940 Sir Albert Howard představil svůj manifest ekologického zemědělství. Ekologické zemědělství je nyní praktikováno ve většině zemí světa.[ve zdroji nenalezeno]